# Tyto furcata
Tyto furcata  (лат.) — вид хищных птиц семейства сипуховых.

## Описание

### Внешний вид
Средняя длина птиц — 34—38 см; вес — 311—700 граммов.
Средних размеров сова без пучков-«ушей». Окрас широко варьируется; самцы в большинстве своём светлее самок, которые также тяжелее более чем на 50 грамм. Верхняя часть тела рыже-коричневого оттенка с мелкими чёрными пятнышками; нижняя часть белого цвета (у разных особей может быть темнее или светлее) с чёткими тёмными пятнами. У T. furcata белый лицевой венчик в оправе из рыжих перьев, тёмно-карие глаза и сливочного цвета клюв, за что сова снискала среди американцев прозвище «обезьянолицая сова» («Monkey-faced Owl»). Ноги птицы оперены вплоть до начала светлых пальцев, увенчанных длинными изогнутыми тёмно-коричневыми когтями.

### Голос
Издаёт приглушённые хрипы и визги, идентичные звукам обыкновенной сипухи, на насесте или в полёте.

### Отличия от других видов
Очень похожа на обитающую в других географических районах обыкновенную сипуху, но тяжелее её больше чем на 150 грамм, обладает более крупной и массивной головой и телом и более мощными когтями.

## Распространение

### Ареал
Довольно широко распространена в районах от Северной Америки до юга Аргентины, но находится под локальной угрозой в центре и на севере американского континента из-за вырубки лесов. Много сов повсеместно гибнет под колёсами транспорта. Tyto furcata практически исчезла или уже перестала существовать на Большом Каймане.

### Места обитания
Схожи с местами обитания обыкновенной сипухи, однако у Tyto furcata есть подвиды, обитающие в тропических и субтропических лесах.

## Систематика
Таксономия вида неопределённа; формально рассматривается как подвид Tyto alba, однако недавние исследования показали значительную разницу в этих двух генетических кодах.
Международный союз орнитологов выделяет 10 подвидов:
Самым крупным и впечатляющим представителем вида является T. f. furcata. T. f. tuidara меньше и светлее основного вида. T. f. hellmayri очень похожа на T. f. tuidara. У самцов подвида T. f. contempta крылья гораздо длиннее, чем у самок (312 мм против 291 мм). T. f. ssp — самый мелкий представитель вида (длина крыла — 285 мм).
Подвид contempta по окрасу очень близок к T. alba guttata, но различие в размерах по сравнению с американской сипухой может быть расценено как возможный новый вид, Tyto contempta — колумбийская сипуха (на данный момент разделение ещё не подтверждено ДНК-исследованием). Ещё больше велика вероятность того, что безымянный таксон с острова Бонайре заслужит особый статус и будет называться «сипуха Бонайре» (Bonaire Barn Owl) — ни на один подвид Tyto furcata он не похож.
| Подвид           | Распространение                                                                                        |
| ---------------- | --- |
| T. f. furcata    | Куба, Каймановы острова, Ямайка                                                                        |
| T. f. pratincola | Северная Америка и Центральная Америка, Гаити                                                          |
| T. f. tuidara    | Южная Америка (от юга Бразилии вдоль реки Амазонка до Огненной Земли), Аргентина, Фолклендские острова |
| T. f. hellmayri  | Венесуэла, Гвиана                                                                                      |
| T. f. contempta  | Колумбия, Эквадор, Перу                                                                                |
| T. f. ssp        | Бонайре                                                                                                |

## Питание
В рацион входят мелкие млекопитающие, такие как полёвки, крысы и мыши. Обычно охотится с насеста, но может ловить добычу на лету, как, например, летучих мышей. Сова способна определить местоположение добычи под 25-сантиметровым слоем снега (как и бородатая неясыть); подобная способность у других сипух зафиксирована не была.